# لوكاس لوبيز
لوكاس لوبيز (بالإسبانية: Lucas López Dessypris)‏ (3 يناير 1994 الأرجنتين - ) هو لاعب كرة قدم أرجنتيني، يلعب كمدافع.

## وصلات خارجية
- لوكاس لوبيز على موقع قاعدة بيانات كرة القدم.إي يو (الإنجليزية)
- لوكاس لوبيز على موقع Soccerway.com (الإنجليزية)
- لوكاس لوبيز على موقع عالم كرة القدم.نت (الإنجليزية)